# Sus strozzi

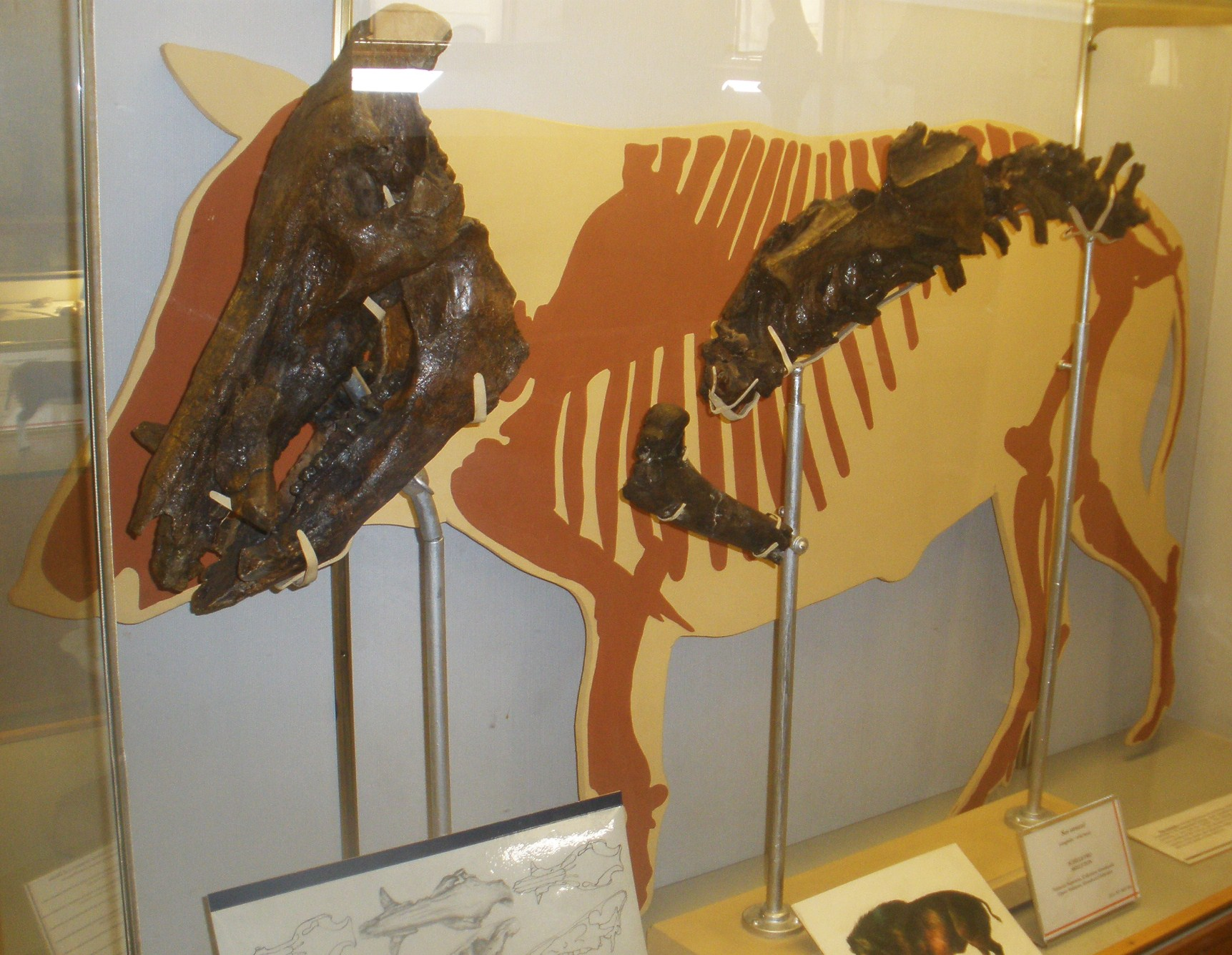
Скелет

Sus strozzi- вимерлий вид свиней, що мешкав в пліоцені — ранньому плейстоцені на території середземноморського регіону Європи. Він був примітивнішим за сучасного кабана і був витіснений останнім, коли той потрапив в Європу на початку плейстоцену, 1 млн років тому..
Sus strozzi був більшим за сучасного кабана. Знайдений скелет молодої тварини і неповний скелет дорослої тварини вказують на те, що молода тварина була довжиною 150 см, а доросла тварина 183 см (разом з головою). 35-сантиметрова кістка щелепи, що належала дорослому самцю Sus strozzi є більшою за аналогічну кістку будь-якого сучасного представника роду Sus.
Дослідники припускають, що цей вид свиней був пристосований до життя на болоті і, можливо, був предком сучасних яванських свиней..